# Green Park

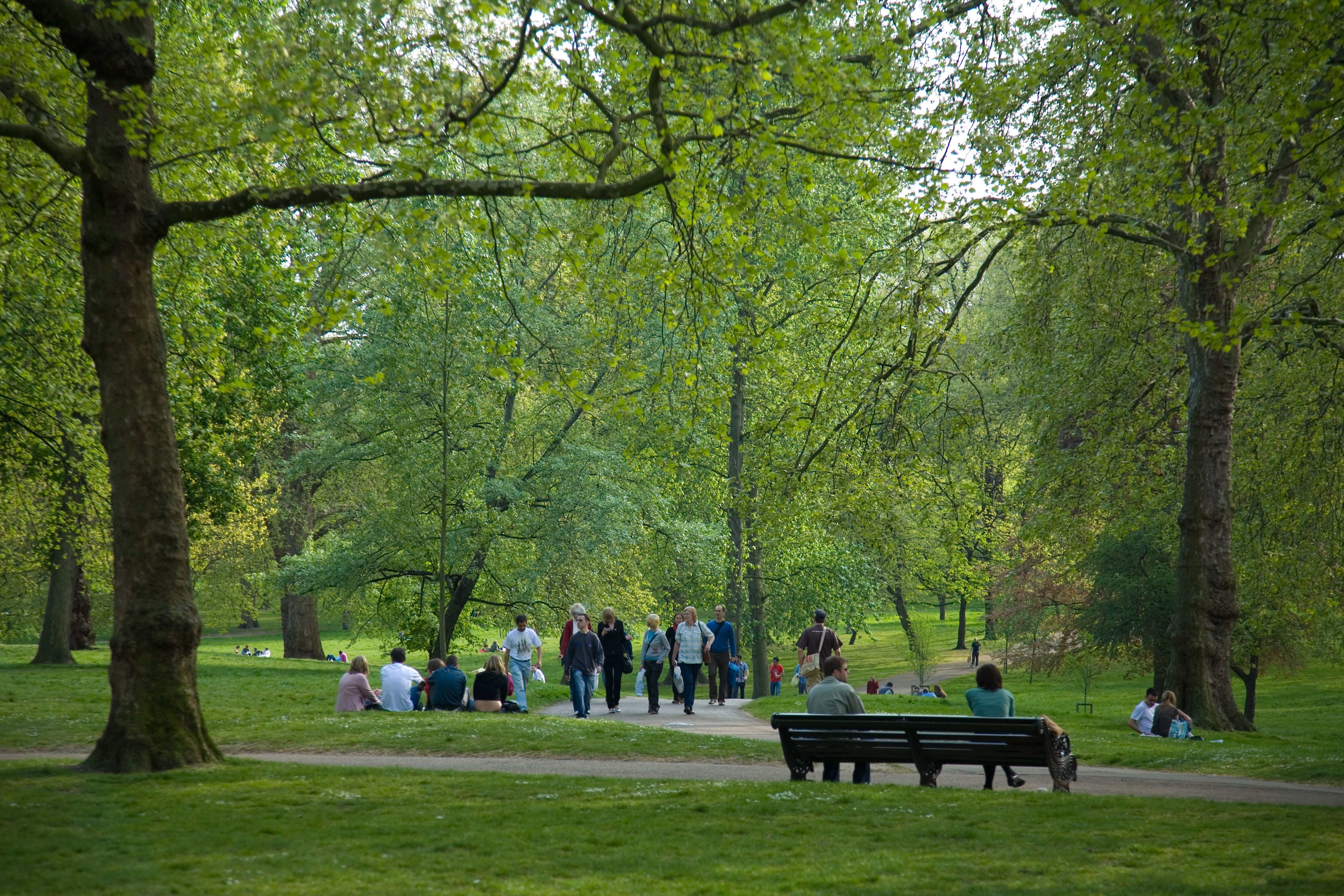
Green Park a la primavera

Green Park (oficialment The Green Park) és un dels parcs del centre de Londres, a Anglaterra, així com un dels vuit parcs reials (Royal Parks) de Londres. S'allarga sobre una superfície equivalent a 53 acres, i era originalment un terreny pantanós que servia per enterrar els leprosos de l'hospital Sant James's de la vora. Va ser tancat per primer cop en el transcurs del segle xvi per  Enric VIII. El 1668, Carles II en va fer un parc reial, condicionant els principals passeigs del parc.
És entre Hyde Park i St. James's Park que formen amb Kensington Gardens i els jardins del Palau de Buckingham una continuïtat gairebé ininterrompuda d'espais oberts estenent-se de Whitehall i de Victoria Station a Kensington i Notting Hill. Contràriament als parcs veïns, Green Park no conté ni llac, ni estàtua, ni font (exceptuat el Canada Memorial de Pierre Granche), però està constituït completament d'espais boscosos.
El parc de forma triangular es beneficia d'una situació incomparable, ja que es troba a ple cor de Westminster. Troba St. James's Park a l'alçada de Queen's Gardens amb el  Victoria Memorial al centre, a la banda oposada de l'entrada de Buckingham Palace del qual és separat així com del jardí adjacent per Constitution Hill al sud. Al sud del parc hi ha l'avinguda cerimonial The Mall així com les construccions St. James's Palace i Clarence House que miren el parc que s'estén a l'Est. A l'extremitat oest d'aquest carrer, hi ha Hyde Park Corner que fa d'unió amb Hyde Park. La part nord-oest és delimitada per Piccadilly Street, hi destaca en aquesta artèria, l'ambaixada del Japó. Finalment, el tercer carrer que voreja el parc és el carrer de vianants de Queen's Walk i els seus elegants immobles. En particular, a la intersecció de Piccadilly Street i de Queen's walk hi ha el cèlebre hotel Ritz.